# Yakovlev Yak-152

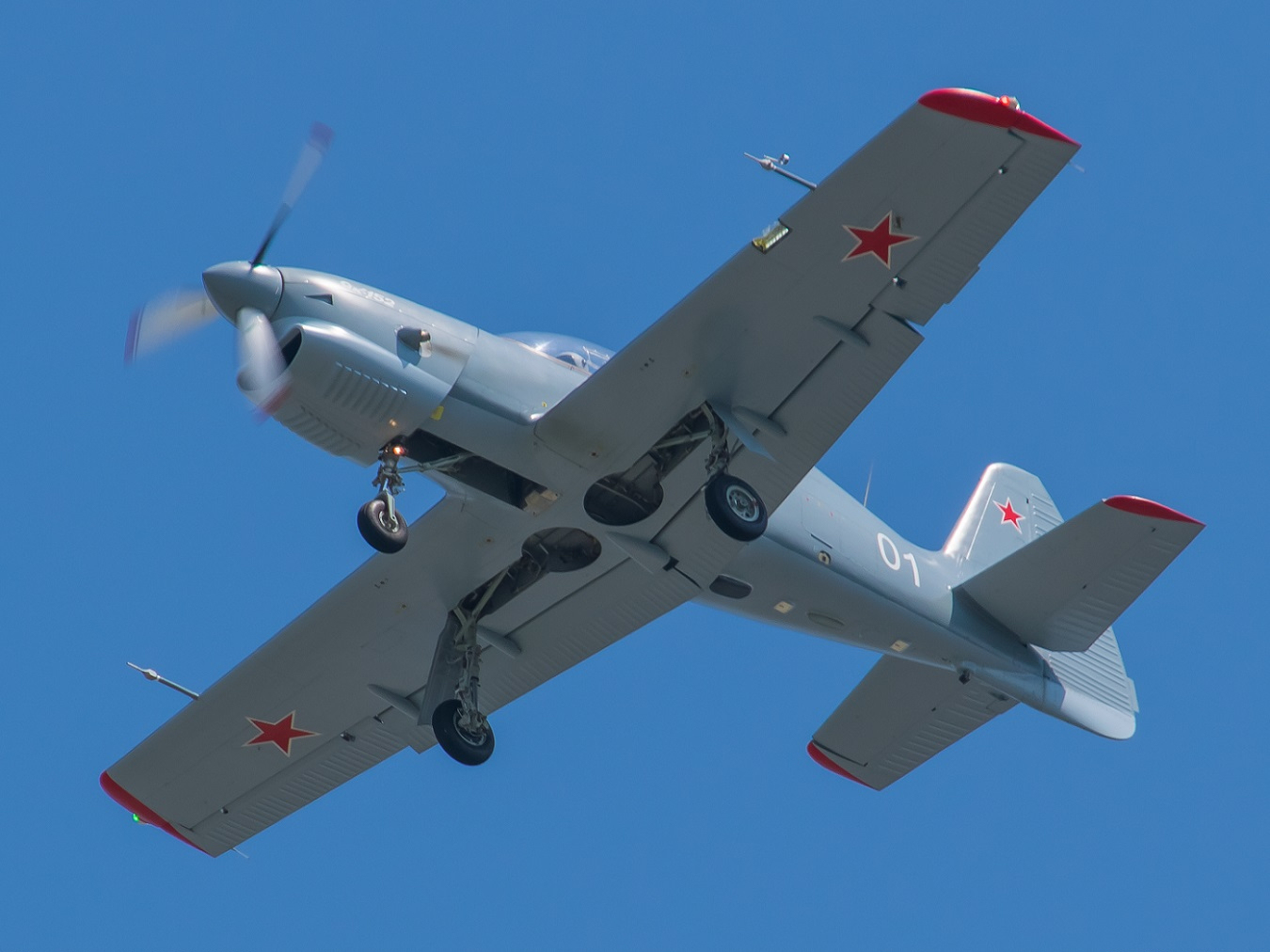
Yak-152

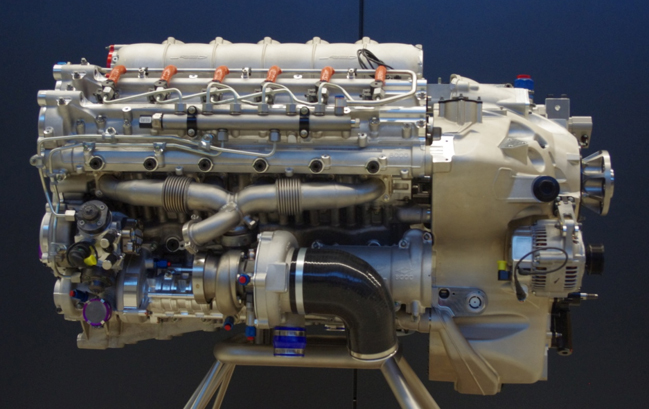
RED A03 moteur Diesel

Yakovlev Yak-152 est un avion d'entraînement militaire russe.

## Description
Dans l'armée russe il remplace le Yakovlev Yak-52.

## Opérateurs militaires
Russie
- Russian Air Force – 150 appareils en commande[1]